# Colinas del Florido
Colinas del Florido är en ort i Mexiko.   Den ligger i kommunen Tijuana och delstaten Baja California, i den nordvästra delen av landet, 2 300 km nordväst om huvudstaden Mexico City. Colinas del Florido ligger 397 meter över havet och antalet invånare är 494.
Terrängen runt Colinas del Florido är kuperad. Runt Colinas del Florido är det tätbefolkat, med 913 invånare per kvadratkilometer. Närmaste större samhälle är Tecate, 17,1 km nordost om Colinas del Florido. Omgivningarna runt Colinas del Florido är i huvudsak ett öppet busklandskap.